# Venantas Lašinis
Venantas Lašinis (* 26. Februar 2002 in Kvėdarna) ist ein litauischer Radrennfahrer, der vorwiegend auf der Straße aktiv ist.

## Sportliche Karriere
Seit 2016 startet Lašinis für verschiedene, meist baltische UCI Continental Teams. Seine Erfolge erzielte er vorwiegend auf nationaler Ebene. 2022 wurde er litauischer Meister im Straßenrennen, 2024 sicherte er sich beide Titel auf der Straße. Von 2021 bis 2024 gewann viermal in Folge die nationalen Meisterschaften im Cyclocross.
Auf internationaler Ebene waren seine bisher besten Ergebnisse der dritte Platz bei der Tour of Iran 2018 und der vierte Platz beim Carpathian Couriers Race 2019. Bereits während seiner Zeit als Junior nahm er wiederholt an Welt- und Europameisterschaften teil, blieb aber ohne vordere Platzierungen.

## Erfolge
2017
- Litauischer Meister – Einzelzeitfahren (U23)

2018
- Nachwuchswertung Tour of Iran

2021
- Litauischer Meister – Cyclocross

2022
- Litauischer Meister – Cyclocross und Straßenrennen

2023
- Litauischer Meister – Cyclocross

2024
- Litauischer Meister – Cyclocross, Straßenrennen und Einzelzeitfahren